# جزيرة ناميسوم
ناميسوم (أو جزيرة نامي) هي جزيرة صغيرة على شكل نصف قمر وتقع في تشوون-تشون الكورية الجنوبية. وقد تشكلت بسبب انغمارها بالمياه المتزايدة من شمال نهر هان نتيجة بناء سد تشونغ-بيونغ (청평댐) في عام 1944.
جاء اسمها من الجنرال نامي (남이장군)، الذي توفي عن عمر ناهز 28 عاما بعد أن اُتهم زورا بالخيانة في عهد الملك سيجو، وهو الملك السابع من سلالة جوسون الكورية. وعلى الرغم من أن قبره لم يكتشف، كانت هناك كومة من الحجارة حيث كان من المفترض أن يدفن جسده. وكان هناك اعتقادًا بأنه إذا شخص ما أخذ حجرًا واحدًا من تلك الكومة، فسيجلب مصيبة إلى منزلهم. فقامت شركة الجولات السياحية بتسوية القبر باستخدام التربة، ثم تطورت ناميسوم فأصبحت منتزه ترفيهي.

## الجغرافيا
تقع ناميسوم على بعد 3.8 كم من مقاطعة غابيونغ، ولكنها تنتمي إلى تشوون-تشون في كانغوون-دو. وتبلغ مساحتها 430,000 مترا مربعًا، وقطرها 4 كم تقريبًا.

## مؤسس ناميسوم

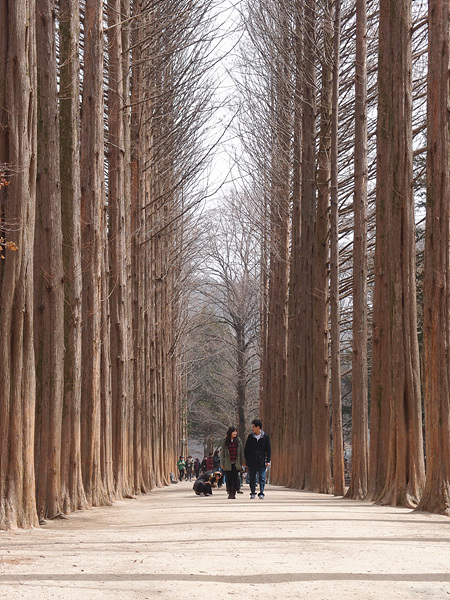
The Metasequoia footpath on Namiseom

في عام 1965، اشترى السيد مين بيونغ-دو (1916-2006) جزيرة نامي، والذي استقال مؤخرا من منصبه كمحافظ بنك كوريا المركزي، ورغب بقضاء بقية حياته في الطبيعة، حيث أن حبه وتفانيه حوّل قطعة أرض مجهولة ذات بضع أشجار كستناء متناثرة، وأشجار الحور، وأشجار التوت التي على هامش مزرعة صغيرة من الفول السوداني، إلى جزيرة نامي المزروعة بشكل جميل كما نراها اليوم.
عمل السيد مين كمحافظ بنك «تشيل»، وكرئيس مجلس إدارة فندق «غراند حياة»، وكمدير لمؤسسة «هي مون إن-إي سوك» التعليمية. وفي أواخر الستينات، أصبح صديقا مقربا من كارل فيريس ميلر (الاسم الكوري: مين بيونق-كال)، صاحب مشتل «تشوليب».
أسس السيد مين شركة «غيونغ-تشون» للتنمية السياحية في عام 1966 وكان يعمل على خطته الرئيسية في 'التنمية الشاملة' لقطاع السياحة والترفيه وذلك بزراعة النباتات وبناء ملعب جولف.
لم ينسى ابدأ شعاره الذي كان «إن الأشجار الخضراء والأنهار النظيفة هي ملك لنا وهي بحاجة للرعاية الجيدة للأجيال القادمة.» كما قام بإدارة 'استراحة هانجيرونج' في جبل سوراك و 'نامون' السوق الحرة في نامديمون في سيؤول.
ولد السيد مين في غيونغ-وون دونغ في سيؤول عام 1916 وتخرج من مدرسة جيودونج الابتدائية ومدرسة جيونجى المتوسطة والمدرسة الثانوية في سيؤول وكلية القانون لجامعة 'جيجوه' في اليابان.
تأسست «يوليو مونهواسا» على يد السيد مين، وبجانبه جين جونغ سوك ويون سوك يونج وجو بونغ، والتي تعتبر أول دار نشر في كوريا. وأسس أيضا الأوركسترا السيمفونية الأولى في كوريا «جوريو»، وبجانبه هيون جي ميونغ وغي جونغ سيك، لافتتانه بالموسيقى.
كما نشر المجلة الأدبية (سيساك) بمشاركة يون سوك جونق، ودعم الأنشطة الثقافية المتنوعة في المجالات الموسيقية والأدبية وأغاني الأطفال. «ابتكر أشياء جديدة وشاركها مع العالم.»
من خلال تقديم مجموعة متنوعة من الفعاليات الثقافية، فقد حققت جزيرة نامي اليوم رغبة السيد مين «بتنقية العقل البشري عن طريق الاتحاد بين الطبيعة والثقافة.»

## المدير التنفيذي لجزيرة نامي
في عام 2001، تولى كانغ وو-هيون منصب المدير التنفيدي لجزيرة نامي والذي ولد في مقاطعة دانيانغ في عام 1953، وتخصص في تصميم الرسوم البيانية، وكان رئيسًا لشركة التصميم حتى عام 2000. وقد عمل كرسام، وكاتب قصص خرافية، ومصمم جرافيك، وكان مختصًا في البيئة، وناشطًا مدنيًا.
جعل السيد كانغ وزيرًا لثقافة ناميسوم وبيئة طبيعتها قيمة كبيرة؛ فمنذ توليه منصبه، حاول القضاء على صورة اللهو للمنتزه الترفيهي الذي يقضي زوارها بين اللعب والشرب فقط، وقام بتجديد المكان بحيث تكون الطبيعة منسجمة مع فن ناميسوم وثقافتها.

## التاريخ
في عام 1965، اشترى مين بيونغ-دو الجزيرة وقام بإعادة تشجيرها. وفي عام 1966، أسس شركة «قيونق-تشون» للتنمية السياحية، ثم حوّلها إلى منتجع. بعد ذلك غيّر اسم الشركة إلى شركة «ناميسوم» عام 2000.
و منذ ذلك الوقت، بدأت شركة ناميسوم بالاستثمار بشكل كبير في البيئة والفعاليات ذات الصلة بالثقافة والفن. فقد شاركت المنظمات غير الربحية مثل جمعية الشبان المسيحيين و جمعية الشابات المسيحيات في حملات البيئة التي تهتم بإعادة التدوير، ومراقبة البيئة، وتنمية الصداقة للبيئة. وعلاوة على ذلك، تدعم شركة ناميسوم أحداث متنوعة بدءاً من اللوحات إلى الفنون التطبيقية بالتعاون مع الكتاب والمنظمات الدولية مثل اليونيسيف واليونسكو.
و منذ عام 1960 وحتى 1990، كانت تعرف الشركة بأنها موقع لتصوير فيلم "(Winterreise (겨울나그네" وفيلم "(Riverside Song
Festival (강변가요제". ومنذ عام 2001، أصبحت من أهم أماكن الجذب السياحية والثقافية؛ حيث أن عدد السياح الآسيويين في ازدياد بسبب نجاح الدراما الكورية. وأصبحت أيضا في دائرة الضوء للمنتجع الدولي مع وجود بيئة طبيعية يرغب العديد من سكان كوريا الأجانب بزيارتها.
اعلنت ناميسوم استقلالها كجمهورية «نامينارا» في 1 مارس 2006. وقد حققت 1.5 مليون زائر سنوياً في المتوسط. وفي عام 2013، سجلت جزيرة نامي ثلاث ملايين زائر في السنة، بما في ذلك مليون سائح أجنبي.

## السياحة
تعتبر جزيرة نامي واحة للثقافة والترفيه في وئام سلمي مع الإنسانية والطبيعة. بعد رحلة بالعبارة تستغرق خمس دقائق، يستقبل الضيوف غابة أشجار خضراء تعانق السماء، ومناطق عشبية مفتوحة حيث ترحب طيور النعام والبط والطاووس، والأرانب والسناجب بحرارة بالزوار في وسط الزهور البرية. كما يأتي الفنانون من شتى بقاع الأرض إلى جزيرة نامي ليظهروا مواهبهم، وليجدوا فيها راحة البال.
كما ان الجزيرة هي موقع لـ«مهرجان جزيرة نامي الدولي لكتاب الطفل» (نامبوك) وللفعاليات الثقافية الأخرى التي تقام في نهاية كل أسبوع، مما يجعل نامي واحدة من أهم مناطق الجذب السياحي الثقافية والفنية في كوريا. وفي عام 2006، أعلنت جزيرة نامي استقلالها الثقافي، فأصبحت جمهورية لها علم ونشيد وطني، وجواز سفر، وعملة، وطوابع بريدية، وبطاقات مزودة بأرقام هاتفية، وقواعد تهجئة، بل حتى شهادة جنسية خاصة بها.
جزيرة نامي هي موطن للعديد من المعارض، وموقع لمتحف «ميوزيم سونغ» والذي يضم أيضا مجموعة من الآلات الموسيقية العرقية العالمية (liuseum). كما أن هناك مسارح داخلية وخارجية، ومرافق للحلقات الدراسية وورش العمل. بالإضافة إلى وجود عشرة أكواخ، وفندق «نامينارا» الوطني الذي يتألف من 46 غرفة. وتهتم جزيرة نامي بتحسين الرفاهية العقلية والجسدية لدى الأطفال في جميع أنحاء العالم. وعلى هذا النحو، فإنها بمثابة الراعي الرئيسي لـ«جائزة هانز كريستيان أندرسون»، كما أنها تساهم في اليونيسيف بانتظام. إن نامينارا فريدة من نوعها في نواح أخرى أيضا. ففي الليل يتم إطفاء كافة الأضواء في الجزيرة حتى يتمكن الزوار من الانسجام مع الطبيعة تحت ضوء القمر والنجوم. معظم المخلفات الورقية والزجاجات المستخدمة من قبل زوار الجزيرة يتم إعادة تدويرها واستخدامها. لدى نامينارا سياسة التوظيف والتقاعد حيث تتيح لشعبها العمل حتى سن الثمانين إذا أرادوا ذلك.
كانت الجزيرة، ولا سيما ممر أشجار الميتاسيكوايا، من أهم المواقع لتصوير المسلسل التلفزيوني الدرامي "وينتر سوناتا" لقناة كي بي اس، عام 2002، والذي كان ببطولة بي يونغ-جوون وتشوي جي-وو. ففي عام 2001، قد جذب الجزيرة نحو 270 ألف زائر كوري وأجنبي. وبعد ظهورها في المسلسل، قد جذبت حوالي 650 ألف زائرًا في عام 2002. ومنذ ذلك الحين، أصبح عدد الزوار في تزايد مستمر ليصل إلى 2.3 مليون في عام 2012، و 3 ملايين في عام 2014.

## جمهورية نامينارا
بالرغم من أن نامينارا دولة صغيرة جدًا إلا أن التأشيرة الصادرة منها مطلوبة حتى يتسنى للزوار دخول ناميسوم. وفي عام 2006، اعلنت نفسها كدولة تتمتع بحكم ذاتي تلبيةً لعظمة روح الجنرال نامي. وعُين ريو هونغ جون كأول رئيس للثقافة، وسوزانا سامستاج رئيسًا أجنبيًا. وبالإضافة إلى ذلك، أصبح لها جواز سفر، وعملة، وطوابع بريدية، وبطاقات مزودة بأرقام هاتفية خاصة بها، مما أدى ذلك إلى إثبات نفسها كجمهورية لدى البلدان الأخرى.

## معرض الصور

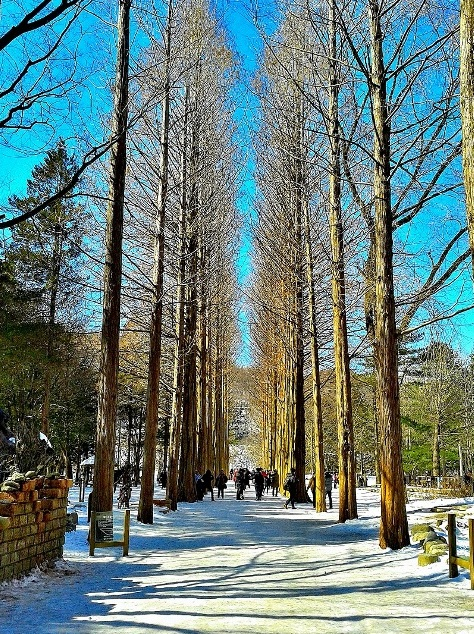
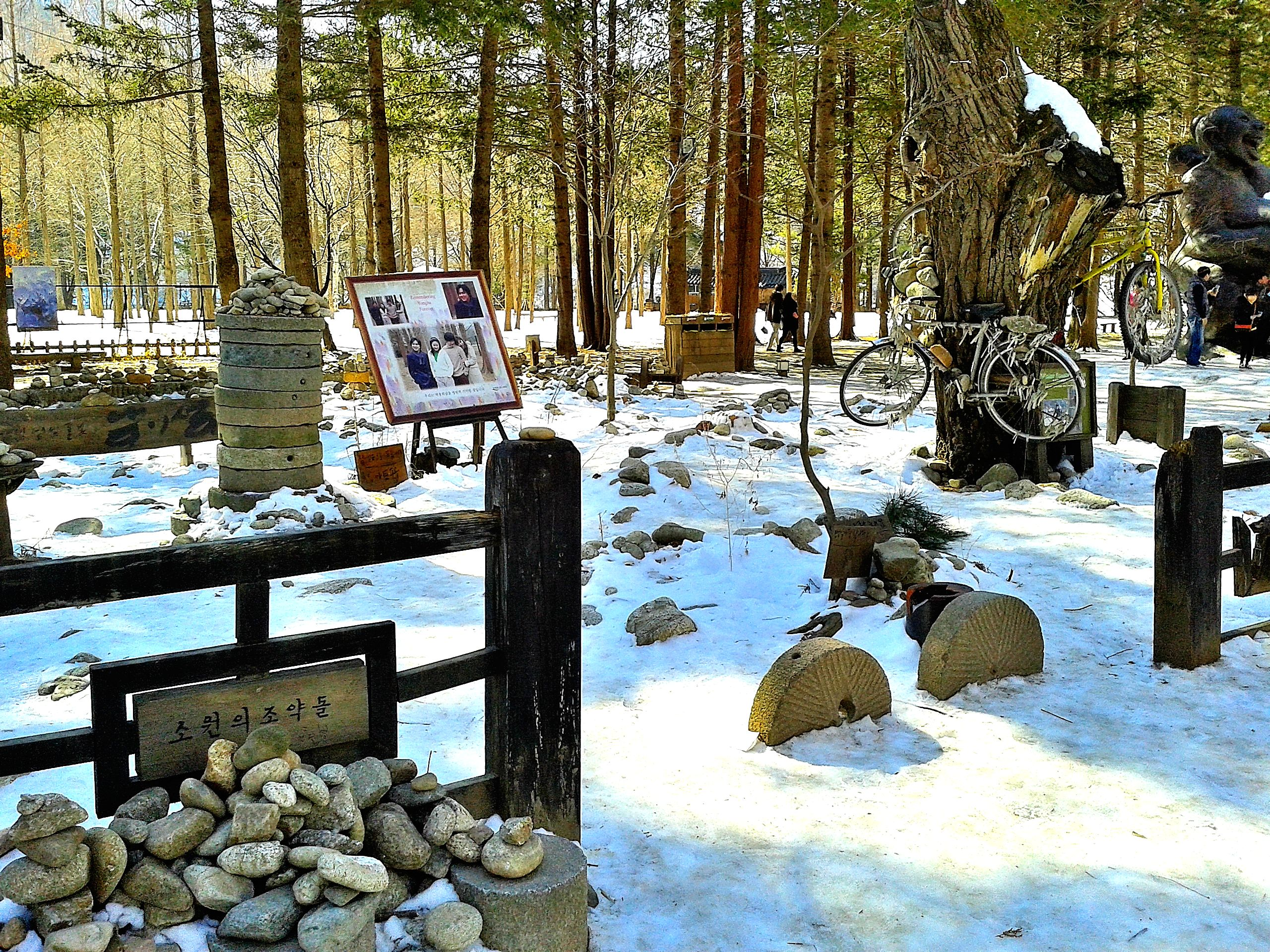